# Szablak zwyczajny
Szablak zwyczajny (Sympetrum vulgatum) – gatunek owada z rzędu ważek należący do podrzędu ważek różnoskrzydłych i rodziny ważkowatych (Libellulidae). Występuje w Eurazji. W Polsce jest gatunkiem pospolitym. Zasiedla wody stojące różnego typu, spotykany też nad wodami wolno płynącymi.
Rozpiętość skrzydeł do 60 mm. Długość ciała do 40 mm. Dorosłe samce mają brązowy tułów, u młodych występuje jasna plamka.